# BAE Systems Hawk
BAE Systems Hawk é um avião de treinamento monomotor a jato desenvolvido no Reino Unido. Ele voou pela primeira vez em Dunsfold, Surrey, em 1974, sob o nome Hawker Siddeley Hawk (Ou Hawk T1), e, posteriormente, foi produzido por suas empresas sucessoras, British Aerospace e BAE Systems, respectivamente. Tem sido usado na formação de pilotos e como uma aeronave de combate de baixo custo.
Operadores do Hawk incluem o Força Aérea Real (nomeadamente a equipe Red Arrows) e um número considerável de operadores militares estrangeiros. Estas aeronaves ainda estão em produção no Reino Unido e na Índia sob licença pela Hindustan Aeronautics Limited (HAL), com mais de 900 Hawks vendidos a 18 operadores em todo o mundo.